# Seyrighoplites leucopus
Seyrighoplites leucopus là một loài tò vò trong họ Ichneumonidae.